# Handikappfordon
Handikappfordon är ett fordon - bil, buss, fyrhjuling, moped etc -  som är särskilt anpassat för att framföras av eller transportera personer med funktionsnedsättning, vare sig det är fysiska eller kognitiva. Ett handikappfordon kan utrustas med en mängd olika anpassningar såsom bakgavellyft, luftfjädring (för låg instegshöjd), manuellt styrda ramper, golvskenor för förankring av rullstolar etc. Ett handikappfordon kan användas av såväl privatpersoner som företag. De senare figurerar inom utförandet av färdtjänst- och sjukresor. 
Vanliga bilar kan anpassas för att framföras av personer med funktionsnedsättning. Den vanligaste anpassningen är att bilen utrustas med handreglage, det vill säga mekaniska kopplingar till gas- och bromspedalen på en automatväxlad bil. På så sätt kan en person som saknar full ben- eller fotfunktion framföra fordonet.
Ett mer ovanligt exempel på en sådan anpassad bil är en där föraren kör liggande raklång i bilen på en bädd strax över rattens höjd. Reglage som vanligen sköts med fötterna och växelspak har flyttats så de kan hanteras med händerna. En sådan bil är lämplig för en person som inte kan böja ryggen för att sitta.